# جون ستيفنسون فون تيتزشنر
جون ستيفنسون فون تيتزشنر (Jon Stephenson von Tetzchner) هو مبرمج نرويجي من أصل أيسلندي، ورئيس مجلس إدارة برمجيات أوبرا. كان هو وجير إيفارشي جزء من مجموعة بحثية في شركة هواتف نرويجية (تعرف الآن باسم تيلينور) حيث كانا يقومان بتطوير متصفح ويب يسمي مالتي تورج أوبرا. تم تخلّت تيلينور عن المشروع، لكن جير وجون حصلا على حقوق البرنامج عام 1995 وقاما بتكوين شركة خاصة بهما، وأكملا العمل على المتصفح.
أصبح هذا المتصفح الذي يعرف الآن باسم أوبرا ذو شعبية كبيرة على الرغم من المنافسة. برمجيات أوبرا نمت إلى ما يزيد على 500 موظف منذ انتقالها الأول إلى مكاتبها الحالية في أوسلو.
في يوم الخميس 21 أبريل 2005، أعلن جون أنه إذا وصل رقم عدد مرات تحميل النسخة الجديدة من المتصفح أوبرا النسخة 8 إلى مليون خلال 4 أيام فسوف يقوم بالسباحة عبر المحيط الأطلنطي من النرويج إلى الولايات المتحدة. حينما تم الوصول إلى رقم المليون، أعلنت برمجيات أوبرا أن فون تيتزشنر سوف «يلتزم بكلمته». وفي 25 أبريل و26 أبريل، وصف الموقع الرسمي لأوبرا محاولة السباحة غير الجادة وسرعة فشلها الهزلي.